# Senijad Ibričić
Senijad Ibričić (Kotor Varoš, 26 september 1985) is een Bosnisch voormalig voetballer die doorgaans speelde als middenvelder. Tussen 2003 en 2022 was hij actief voor NK Podgrmeč, NK Zagreb, Hajduk Split, Lokomotiv Moskou, Gaziantepspor, Kasımpaşa, Kayseri Erciyesspor, FK Vardar, Karşıyaka, Sepahan, FC Koper en NK Domžale. Ibričić maakte in 2005 zijn debuut in het Bosnisch voetbalelftal en kwam uiteindelijk tot drieënveertig interlandoptredens.

## Clubcarrière
Ibričić speelde in zijn vaderland voor NK Podgrmeč, voordat hij in 2004 naar Kroatië trok. In dat land speelde de middenvelder achtereenvolgens, tussen 2004 en 2011, voor NK Zagreb en Hajduk Split. In 2011 trok de middenvelder naar Lokomotiv Moskou, dat circa vijf miljoen euro voor hem betaalde. Hij wist echter niet echt goed te aarden in de Russische hoofdstad en achter elkaar werd hij verhuurd aan de Turkse clubs Gaziantepspor en Kasımpaşa. In de zomer van 2013 verkaste de Bosniër naar Kayseri Erciyesspor, dat twee miljoen euro betaalde om hem voor drie jaar te laten tekenen. Na in 2015 een half jaar verhuurd te zijn aan FK Vardar, vertrok hij in juli 2015 transfervrij naar Karşıyaka. Begin 2016 ging hij in Iran voor Sepahan spelen en in de zomer ging hij naar het Sloveense FC Koper. Een jaar later verkaste Ibričić naar NK Domžale, waar hij zijn handtekening zette onder een verbintenis voor de duur van één seizoen. In de zomer van 2022 besloot Ibričić op zesendertigjarige leeftijd een punt te zetten achter zijn actieve loopbaan.

## Interlandcarrière
Ibričić maakte zijn debuut in het Bosnisch voetbalelftal op 2 februari 2005, toen met 2–1 verloren werd van Iran. De Bosniër mocht in de tweede helft invallen. Zijn eerste doelpunt voor het nationale team scoorde hij op 20 augustus 2008, toen met 1–2 werd verloren van Bulgarije.